# خافيير نيفيس
خافيير نيفيس (ليما، بيرو 1953 - 11 فبراير 2021) سياسي من بيرو، شغل منصب وزير العمل وتعزيز التوظيف. توفي بسبب كوفيد 19 في ليما أثناء الجائحة في بيرو.